# Чикл

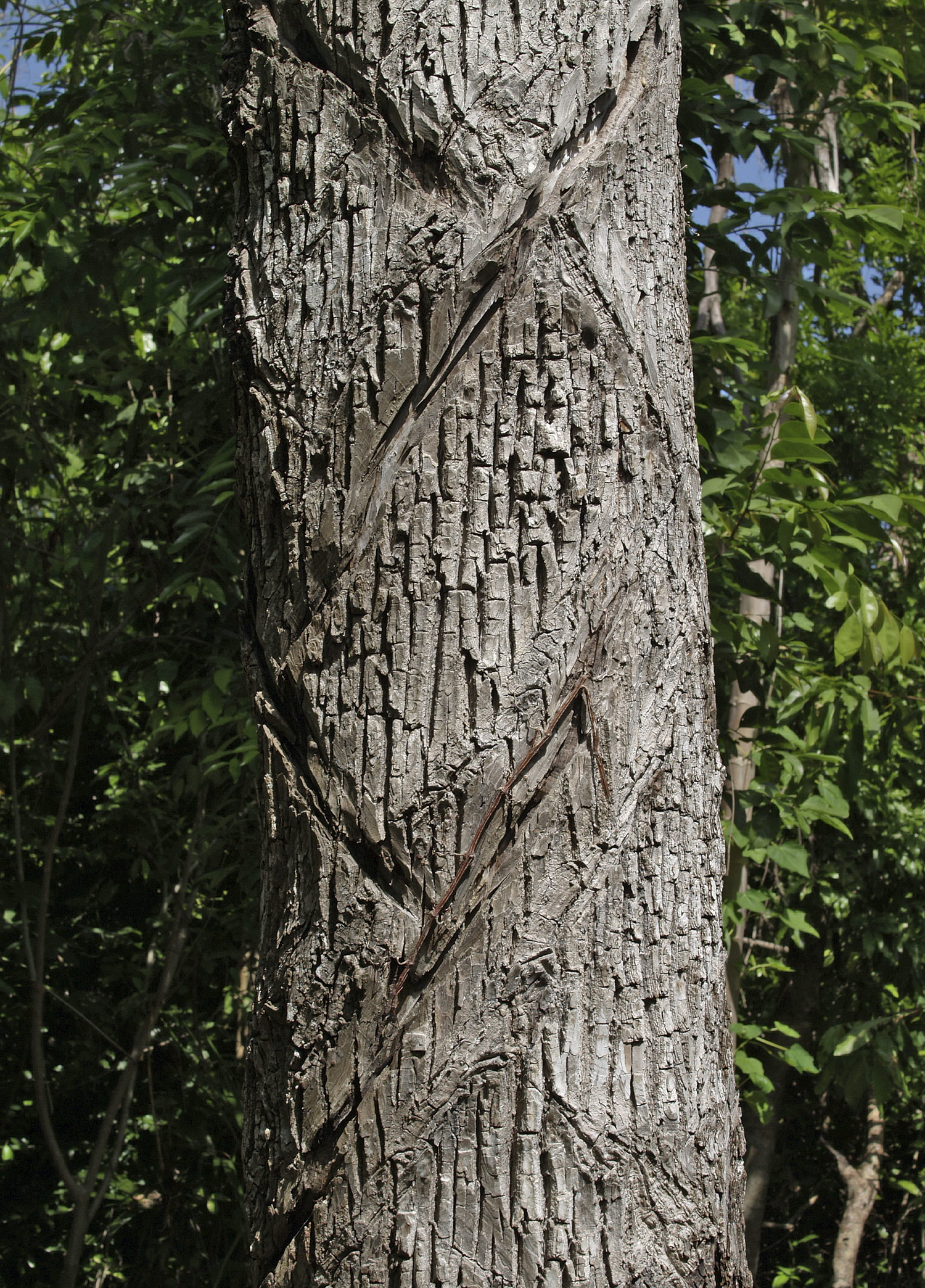
Пази на дереві Manilkara zapota, що вказують на проведене збирання латексу (підсочку)

Чикл — загальний термін на позначення натурального соку — латексу, що виділяється з дерев роду Manilkara (Manilkara zapota, Manilkara bidentata) при їх пораненні. Він дає природну камедь, відому як каучук, яка традиційно використовується в створенні жувальної гумки та інших продуктів. 
Чикл, свіжий сік дерева, схожий на коров'яче молоко, швидко гусне на повітрі і перетворюється на жовтувату липку масу. Її доводять до консистенції крему кип'ятінням, після чого продукт осаджують і ріжуть на шматки.
В склад чикла входять гутта (трансполіізопрен, який надає йому еластичність), смоли, вуглеводи, воски, таніди і необмежені речовини. Якість чиклу залежить від співвідношення гутти і смол, яке в свою чергу залежить від умов, в яких виросло дерево.

## Етимологія
Слово «чикл» походить з мови науатль, яке можна перевести як «липка речовина», був добре відомий науатль-мовним ацтекам і мая, які цінували його за тонкий смак та високий вміст цукру і традиційно використовували як жувальну гумку.

## Виробництво
Місцеві збирачі чиклу називаються «chicleros». Техніка збору полягає в утворенні зиг-загоподібних надрізів на стовбурі дерева з наступним збором рідкої субстанції (смоли), що капає, в невеликі пакети. Після чого зібрану речовину кип'ятять і доводять до потрібної консистенції.

### Технологія збору
На стовбурі саподіли (Manilkara zapota) на висоті 10 метрів, коли дерево досягає 25-річного віку, роблять косі надрізи, які сходяться до основи дерева в один великий канал. Таким чином латекс стікає надрізами і збирається в нижній частині дерева. Сік цього дерева на 25-30% складається з каучуку. За шість годин збирають незначно більше 100 кілограм смоли. Ця процедура може бути повторена не частіше, ніж один раз в декілька років, але навіть у цьому випадку 15% дерев гине.
Збір латексу триває 6 місяців у році. За цей час одна людина встигає опрацювати 200-300 дерев, а за сезон заготовити до тони сирого чуклу. Зібраний сік збирають у спеціальний посуд і кип'ятять його до видалення близько 67% води. В результаті отримують сіру напівтверду масу, яку відливають у блоки по 10 кг.
Саподіла культивується Центральноамериканських країнах, Азії (Індії, Шрі-Ланці, Філіппінах).
На сьогоднішній день лише декілька компаній досі роблять жувальну гумку з натурального каучуку. Це тому, що у 1960, чикл був замінений бутадієном, на основі якого отримують синтетичний каучук, який дешевший у виробництві.